# Lamborghini Countach
Lamborghini Countach er en baghjulstrukken centermotor sportsvogn, der blev produceret af den italienske bilfabrikant Lamborghini fra 1974 til 1990. Det er et af mange eksotiske design, der blev udviklet af det italienske designhus Bertone, der populariserede den skarpe "italienske kile"-forme.
Stilen blev introduceret til offentligheden i 1970 med Lancia Stratos Zero konceptbil. Den første fremvisning af Countach-prototypen var ved 1971 Geneva Motor Show, som Lamborghini LP500 concept.
Der blev fremstillet sammenlagt 1.983 Countach-biler i løbet af de 16 år den var i produktion:
| LP500 Prototype | LP400 | LP400 S | LP500 S | 5000 QV | 25 Anniversary |
| 1               | 157   | 237     | 321     | 610     | 657            |

Countach-modellen er blevet brugt i en række film, bl.a. Ud at køre med de skøre (1981), Rain Man (1988), The Wolf of Wall Street (2013), Kung Fury (2015) og House of Gucci (2021).
"Countach"-navnet blev genbrugt til den Sián-baserede hybrid-elektrisk bil kaldet Countach LPI 800-4 i 2021.